# توله‌سگی‌سوسمار
توله‌سگی‌سوسمار (نام علمی: Scylacosuchus) نام یک سرده از راسته ددکمانان است.